# سيلمى فيلدباخ
سيلمى فيلدباخ (بالإستونية: Selma Feldbach)‏ (5 مايو 1878 - 2 أبريل 1924) هي أول طبيبةٍ إستونية. كانت قد تخرجت بدرجة البكالوريوس في الطب من جامعة برن عام 1904.